# 조선박람회
조선박람회(일본어: 朝鮮博覧会 조센하쿠란카이[*])는 1929년 9월 12일부터 10월 31일까지 조선총독부가 주최한 종합 박람회로, 경성부 경복궁 일대를 박람회장으로 삼아 개최하였다. 조선물산공진회에 이어 조선을 일본의 주요 생산기지로 만들어가는 와중에 조선총독부가 공산품의 소비를 장려하고, 그것을 위해 조선 인민을 '계몽'시키는 일환으로 추진된 행사 가운데 하나였다.
박람회의 홍보를 위해 서울역 앞에는 환영 게이트가, 남대문에는 전등 장식이 설치되었으며, 관람객의 연인원은 140만명에 달했다고 알려져 있다. 그러나 대공황 시기로 넘어가던 시점이었던데다 개최시기가 농번기와 겹쳐 타산적인 면에서는 실패했다고 평가된다.

## 장소

### 경복궁
전시회장은 경복궁 일대를 부지로 삼았는데 일찍이 전각들을 철거하고 1915년 조선물산공진회를 개최했던 부지이기도 하였다.
1929년 7월 총독부는 박람회장으로 쓰일 경복궁 우측 진입로를 하루 1만명에 달하는 관람객 수요를 감당토록 하겠다는 이유로 남동쪽 동십자각에서 동쪽 광화문 (1927년 조선총독부 청사 건설로 동쪽으로 이전)에 이르는 궁장을 철거해 버렸다.
이후 동십자각은 박람회의 첫 출입구로서 외벽을 덧대어 크게 변형된 모습이 되었다. 총독부는 박람회가 끝나면 원상 복귀하겠다고 전했으나 이는 지켜지지 않았으며, 현재까지도 동십자각 양옆으로 도로가 뚫려 섬처럼 남은 형태가 되었다.

### 전시관

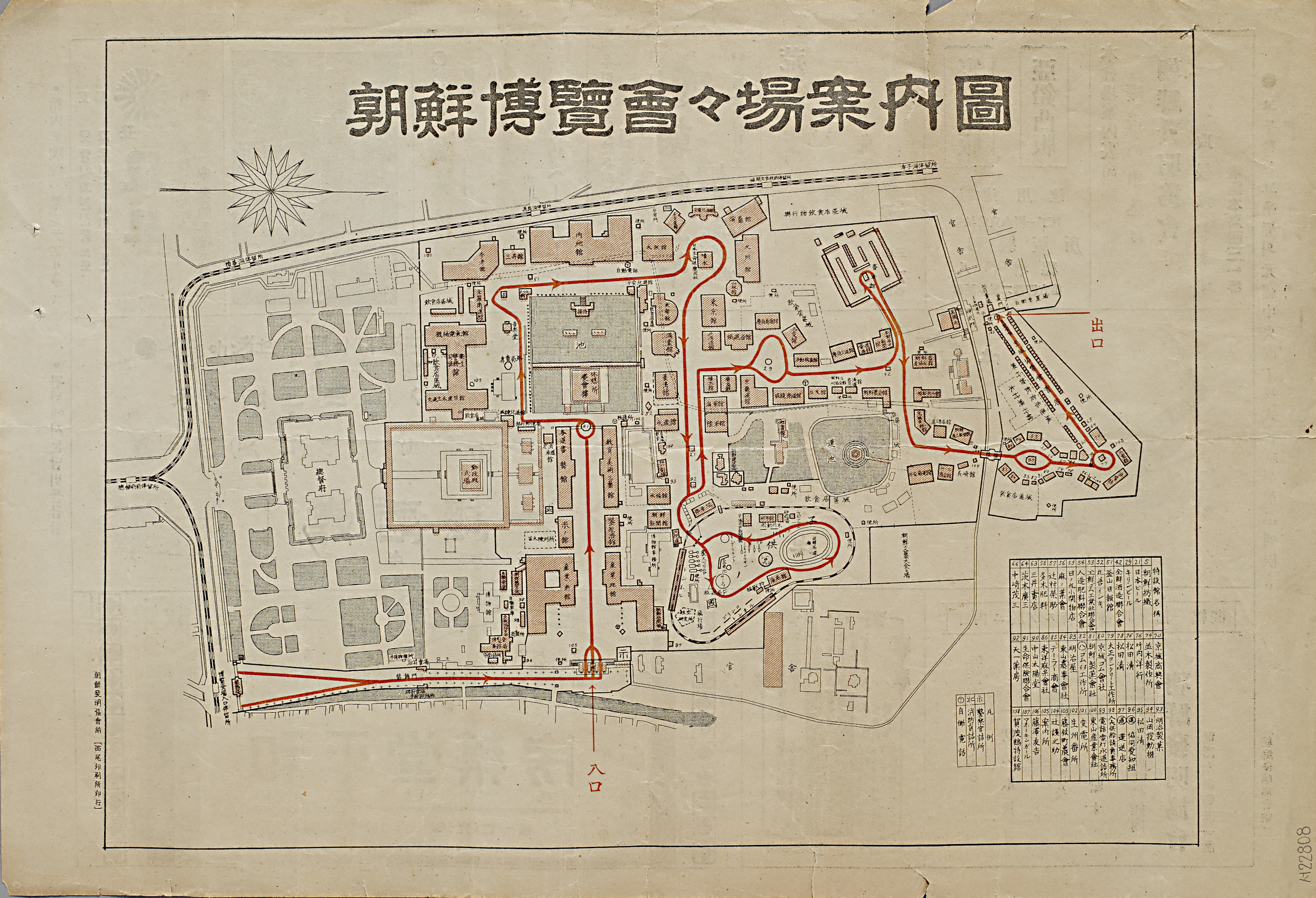
박람회장 안내도

조선박람회의 동선은 조선총독부 청사 건설로 경복궁 동쪽으로 이전된 광화문에서 출발하여 한바퀴를 돌아 '어린이 나라'에서 끝났다.
조선박람회의 전시관은 총독부가 직접 설치한 '직영관', 일제강점기 조선의 각 지자체와 기업체를 비롯하여 일본의 각 지역별 전시관, 일본 육해군이 참여한 '특설관', 기타 유흥시설로 나뉘었다.
대표적인 전시물로는 조선생명보험주식회사가 준비한 ‘보험가입자 가정의 행복한 모습’ 모형, 마이니치 신문 전시관의 동양 최초의 로봇인 학천칙(일본어: 學天則 가쿠텐소쿠[*]), 놀이기구 '유희비행기탑' 등이 있었다.

### 당시 모습

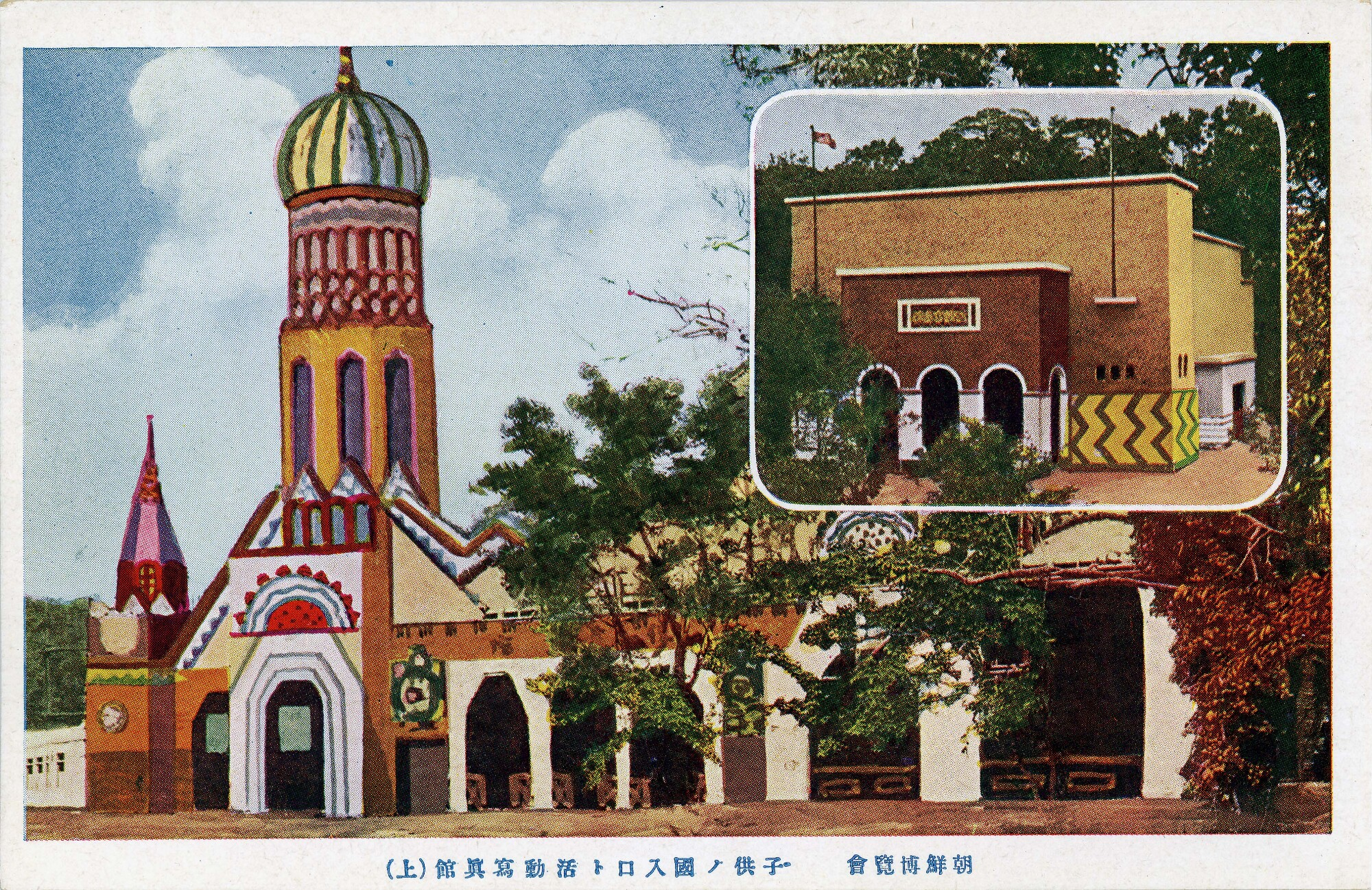
어린이 나라 활동사진관
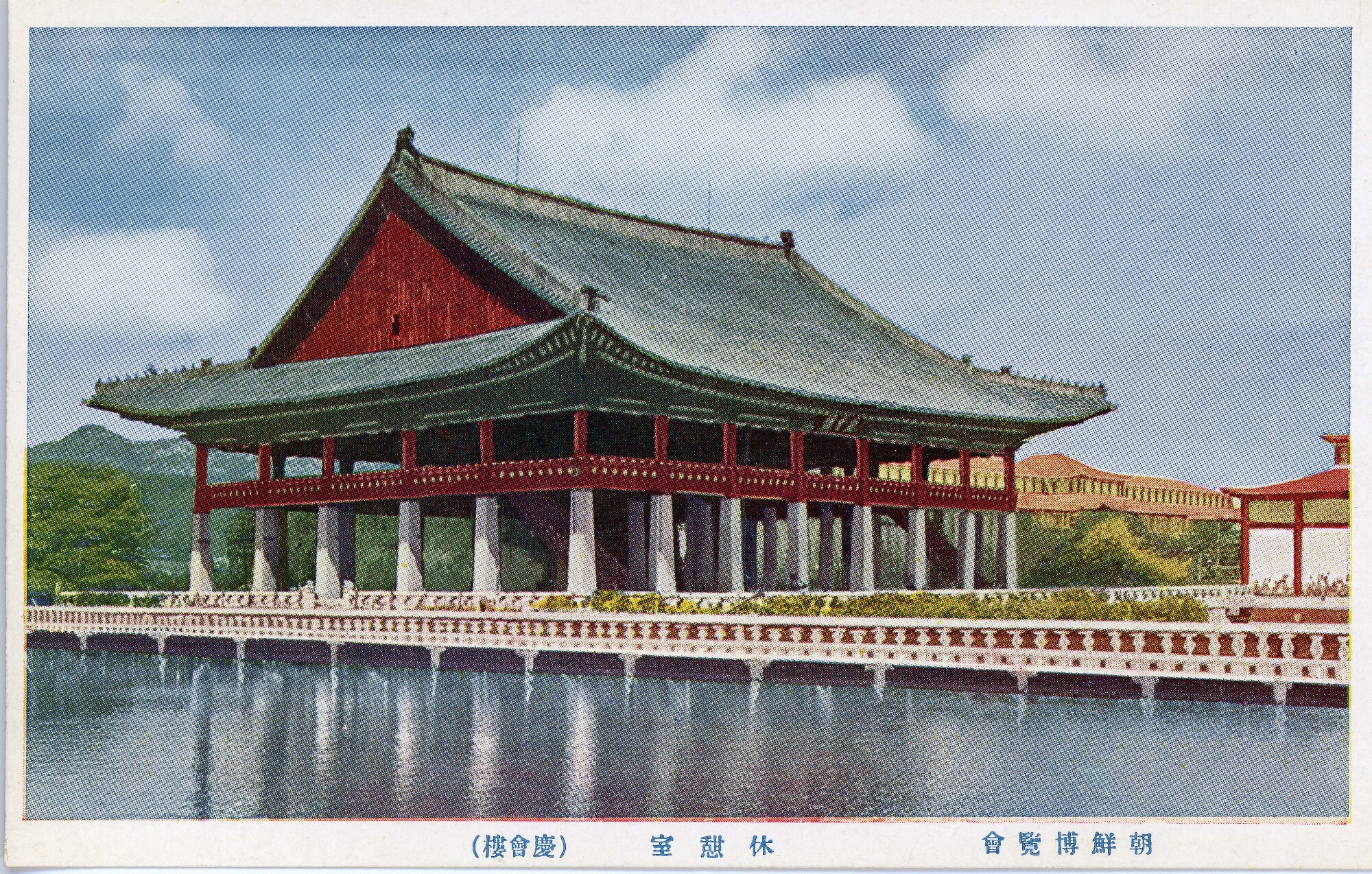
휴게실 (자격루)
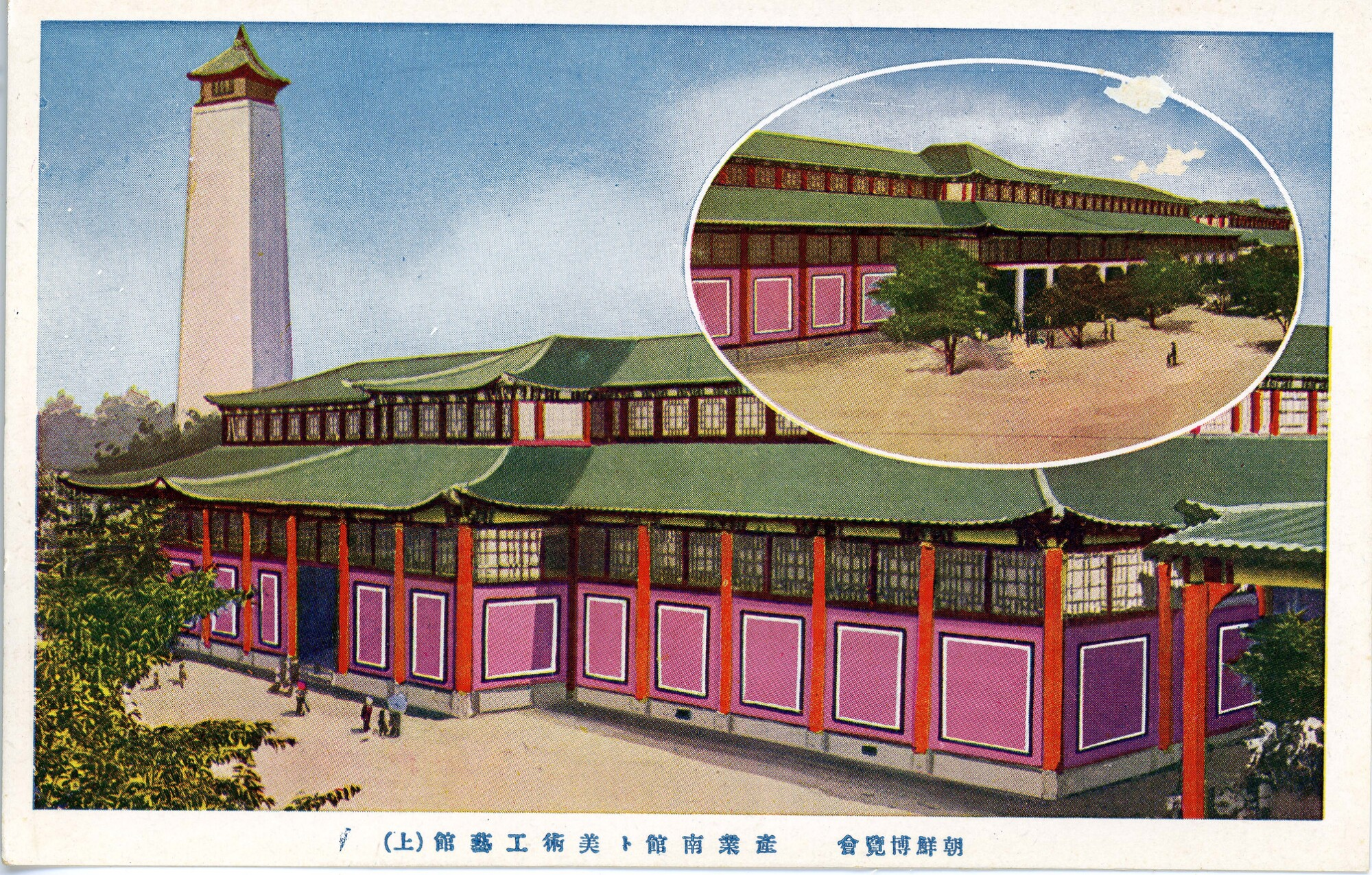
산업남관 (배경)과 미술공예관 (위)
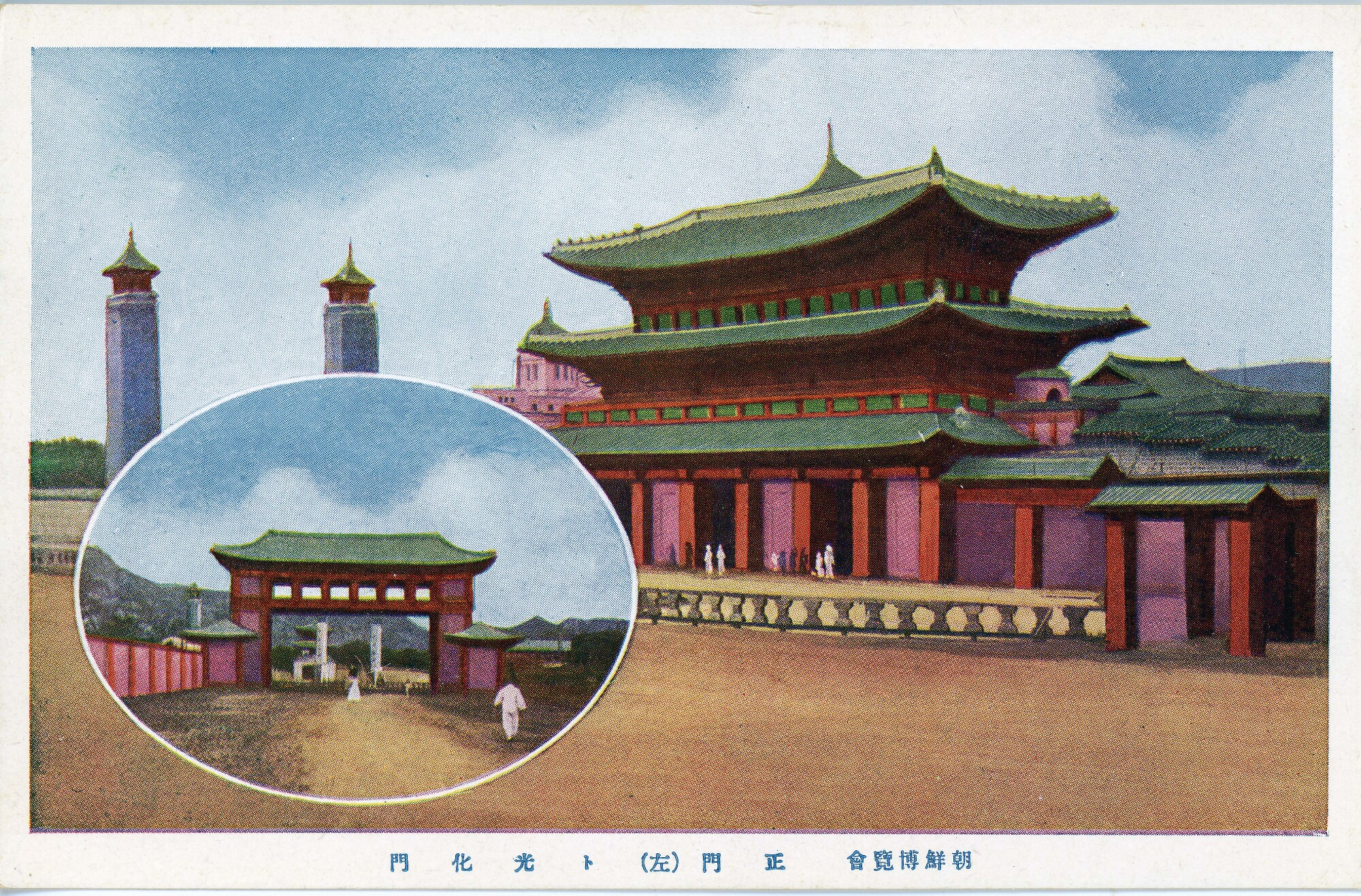
박람회장 정문 (광화문)
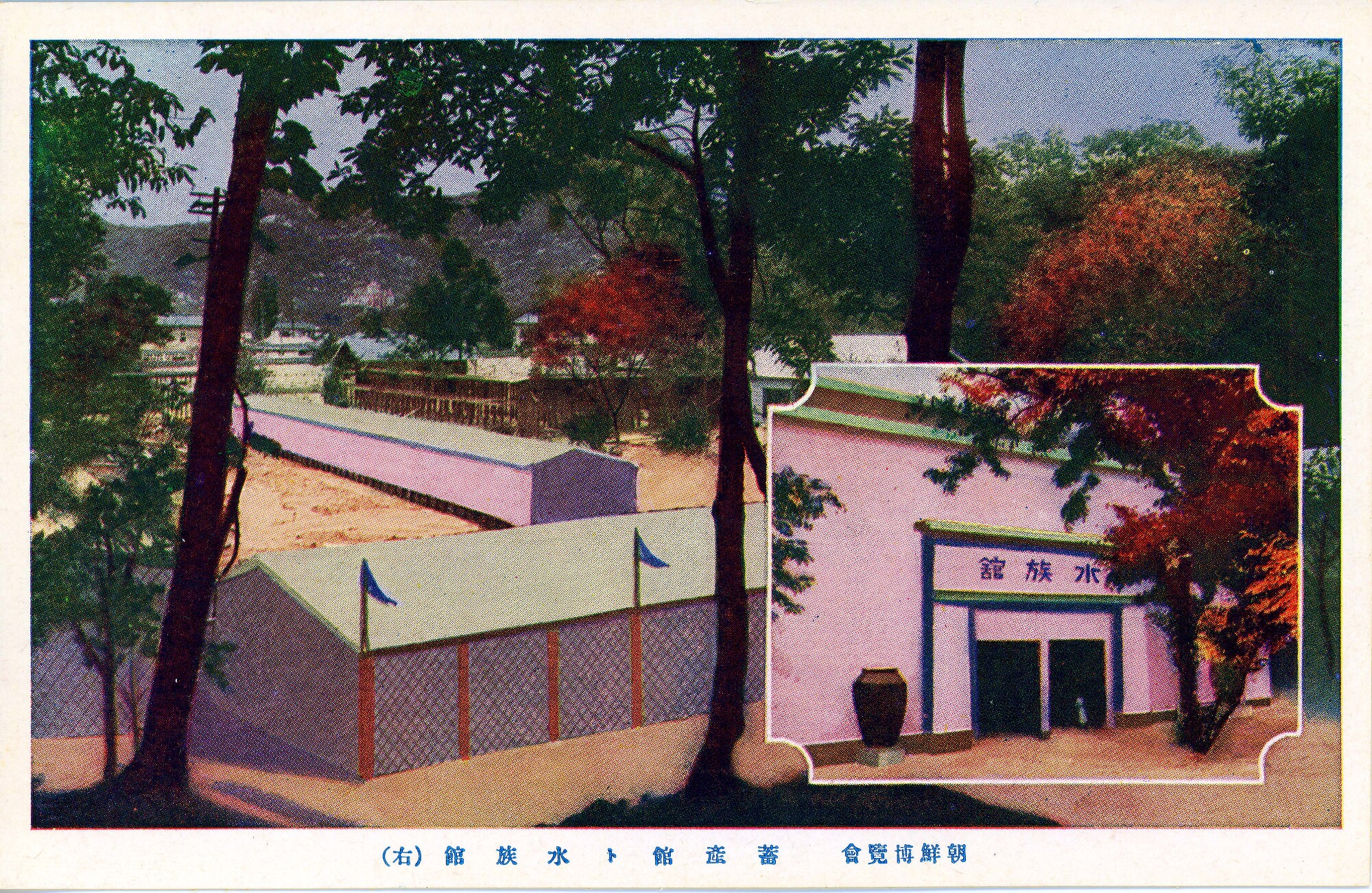
축산관 (배경)과 수족관 (오른쪽)

## 같이 보기
- 조선물산공진회
- 식민지 박람회(en:Colonial exhibition)

## 관련 문헌
- 건국대학교 아시아콘텐츠연구소 (2018년 8월 25일). 《1929년, 조선을 박람하다 1》. 소명출판.